# (16400) 1984 SS1
1984 أس أس 1 (ويعرف أيضًا باسم (16400) 1984 أس أس 1 وفق تسمية الكوكب الصغير) (بالإنجليزية: 1984 SS1)‏ هو كويكب ضمن حزام الكويكبات؛ وترتيبه 16400 من حيث الاكتشاف.
اكتُشف هذا الجُرم الفلكي بواسطة Zdeňka Vávrová ‏ في 27 سبتمبر 1984.

## وصلات خارجية
- (16400) 1984 SS1 في قاعدة بيانات مختبر الدفع النفاث لأجرام النظام الشمسي الصغيرة

- الاكتشاف · مخطط المدار ·  العناصر المدارية · المعلمات المادية

- (16400) 1984 SS1 على موقع ويكي سكاي: DSS2, SDSS, GALEX, IRAS, Hydrogen α, X-Ray, Astrophoto, Sky Map, Articles and images